# Interstate 276
Pour les articles homonymes, voir Route 276.
L'Interstate 276 (I-276) est un segment du Pennsylvania Turnpike allant de l'I-76 à King of Prussia à la frontière entre la Pennsylvanie et le New Jersey, État auquel elle est reliée par le New Jersey Turnpike.

## Description du tracé
Débutant à un échangeur avec l'I-76 à Valley Forge, l'I-276 fait partie du Pennsylvania Turnpike. La route passe par la partie sur de King of Prussia et traverse la rivière Schuylkill. Elle arrive à Plymouth Meeting où des échangeurs donnent accès à des routes locales ainsi qu'à l'I-476.
L'I-276 poursuit son tracé vers le nord-est et rencontre la PA 309 à Fort Washington. Elle se rend ainsi jusqu'à Westbury où elle rencontre la PA 611. Après cet échangeur, l'I-276 s'oriente vers l'est puis le sud-est. Elle atteint ainsi la US 1 qui donne accès à Philadelphie. Cet échangeur constitue le dernier de l'I-276. L'autoroute poursuit vers l'est pour atteindre la jonction avec l'I-95 et l'I-295. À cet endroit, l'I-276 se termine mais le Pennsylvania Turnpike se poursuit jusqu'à la frontière avec le New Jersey, sur l'I-95.
À partir de l'I-276 est, il n'est pas possible de rejoindre ni l'I-95 sud ni l'I-295 nord.

## Liste des sorties
| Interstate 276                                  |                         |       |       |                                                      |                                                                         | |
| Comté                                           | Municipalité            | mi    | km    | Sortie                                               | Intersections / Destinations                                            | Notes |
| Montgomery                                      | Upper Merion Township   | 0,00  | 0,00  | —                                                    | I-76 ouest – Harrisburg                                                 | Terminus ouest de l'I-276; la route continue au-delà comme I-76 / Pennsylvania Turnpike ouest                                       |
| Montgomery                                      | Upper Merion Township   | 0,00  | 0,00  | 326                                                  | I-76 est vers US 202 / I-476 / US 422 nord – Philadelphie, Valley Forge | |
| Montgomery                                      | Upper Merion Township   | 1,78  | 2,87  | Aire de service de King of Prussia (direction ouest) | Aire de service de King of Prussia (direction ouest)                    | Aire de service de King of Prussia (direction ouest)                                                                                |
| Montgomery                                      | Rivière Schuylkill      | 5,08  | 8,16  | Pont au-dessus de la rivière Schuylkill              | Pont au-dessus de la rivière Schuylkill                                 | Pont au-dessus de la rivière Schuylkill                                                                                             |
| Montgomery                                      | Plymouth Township       | 6,66  | 10,72 | 333                                                  | Norristown                                                              | Indiqué vers I-476 sud en direction est                                                                                             |
| Montgomery                                      | Plymouth Township       | 7,88  | 12,66 | —                                                    | I-476 Toll nord (Northeast Extension) – Allentown                       | |
| Montgomery                                      | Plymouth Township       | 7,88  | 12,66 | 20                                                   | I-476 sud – Chester, Philadelphie                                       | Sortie direction ouest, entrée direction est; directions opposées via sortie 333; numéro de sortie correspond au millage de l'I-476 |
| Montgomery                                      | Upper Dublin Township   | 11,74 | 18,90 | 339                                                  | PA 309 (en) – Philadelphie, Ambler                                      | |
| Montgomery                                      | Upper Dublin Township   | 13,18 | 21,22 | 340                                                  | Virginia Drive                                                          | Sortie et entrée en direction ouest                                                                                                 |
| Montgomery                                      | Upper Moreland Township | 16,29 | 26,22 | 343                                                  | PA 611 (en) – Doylestown, Jenkintown                                    | |
| Bucks                                           | Bensalem Township       | 24,87 | 40,03 | 351                                                  | US 1 vers I-95 sud – Philadelphie, Trenton                              | I-95 indiqué en direction est |
| Bucks                                           | Bensalem Township       | 25,27 | 40,67 | 352                                                  | PA 132 (en) (Street Road)                                               | Sortie et entrée direction est |
| Bucks                                           | Bensalem Township       | 26,05 | 41,93 | Poste de péage de Neshaminy Falls                    | Poste de péage de Neshaminy Falls                                       | Poste de péage de Neshaminy Falls                                                                                                   |
| Bucks                                           | Bristol Township        | 29,80 | 47,95 | —                                                    | I-95 sud – Philadelphie                                                 | Sortie direction ouest, entrée direction est                                                                                        |
| Bucks                                           | Bristol Township        | 29,80 | 47,95 | —                                                    | I-95 nord – New Jersey                                                  | La route continue au-delà comme I-95                                                                                                |
| - Péage - Accès incomplet - Transition de route |                         |       |       |                                                      |                                                                         | |